# Peter de Haga
Peter de Haga of Bemersyde (auch Peter Haig, lat. Petrus de Haga, * um 1297; † 19. Juli 1333 bei Berwick-upon-Tweed) war ein schottischer Adliger.

## Leben
Er war der Sohn des John de Haga of Bemersyde († nach 1297), und der Ermegarde de Gordon. Er beerbte seinen Vater als 6. Laird der feudalen Baronie Bemersyde in Berwickshire sowie als Chief des Clan Haig.
In den Schottischen Unabhängigkeitskriegen hatte bereits sein Vater 1297 unter William Wallace in der Schlacht von Stirling Bridge gegen die Engländer gekämpft. Peter schloss sich 1314 im Alter von nur 17 Jahren Robert the Bruce an und kämpfte in der siegreichen Schlacht von Bannockburn gegen die Engländer unter König Eduard II. 1333 gehörte er dem schottischen Heer an, das zum Entsatz der vom englischen König Eduard III. belagerten Grenzstadt Berwick aufgestellt wurde. In der folgenden Schlacht bei Halidon Hill am 19. Juli 1333 wurde das schottische Heer vernichtend geschlagen, auch Peter wurde in der Schlacht getötet.

## Familie und Nachkommen
Aus seiner Ehe mit Margaret Purves, Tochter des Alan Purves, Laird of Ercildoun, hinterließ der zwei Söhne:
- Henry Haga of Bemersyde († vor 1388);
- John de Haga of Bemersyde (⚔ 1388 in der Schlacht von Otterburn).